# Loggi
A Loggi é uma empresa brasileira de logística que atua principalmente no setor de e-commerce. Fundada em 2013 na cidade de São Paulo, pelo empresário francês Fabien Mendez e pelo brasileiro Arthur Debert. A Loggi é uma das maiores empresas privadas do ramo no país.
A empresa possui serviços de coletas de encomendas para grandes, médias e pequenas empresas com entregas em todo o território nacional, além de serviços de entrega para escritórios e pessoas físicas, também para todo o país por meio de parcerias com entregadores autônomos (MEI).
Em janeiro de 2021, a empresa atendia 637 municípios. Atualmente, já está presente em mais de 4.000 cidades brasileiras, contemplando mais de 90% da população.[carece de fontes?]
A empresa tem um escritório de tecnologia em Lisboa, capital de Portugal.[carece de fontes?]
Além disso, empresa conta com 10 centros de distribuição localizados nos estados de São Paulo, Rio de Janeiro, Pernambuco, Bahia, Minas Gerais, Paraná, Rio Grande do Sul e Goiás, e centenas de agências próprias espalhadas pelo território nacional.   

## História

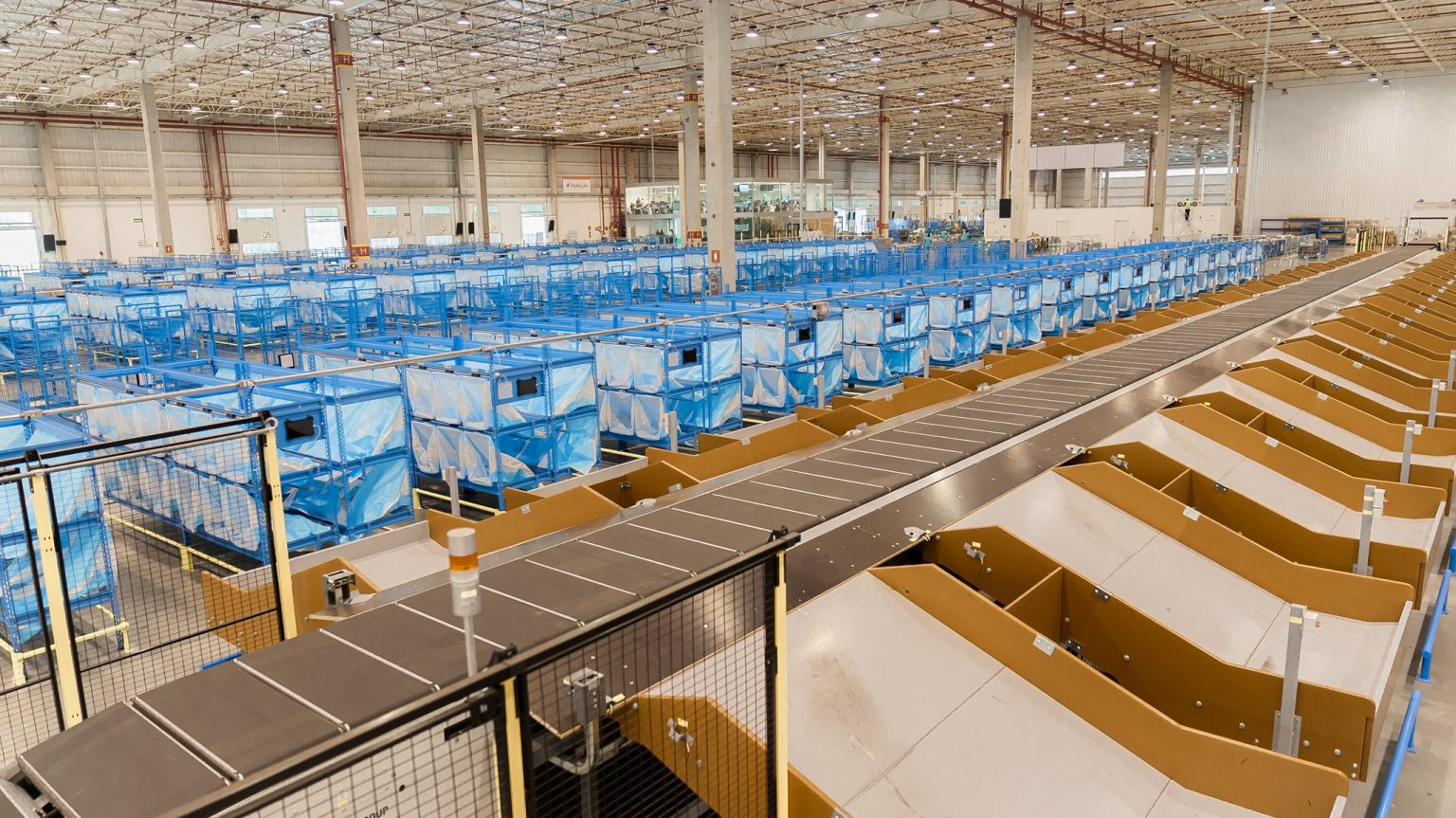
Foto do centro de distribuição de Cajamar II da Loggi.

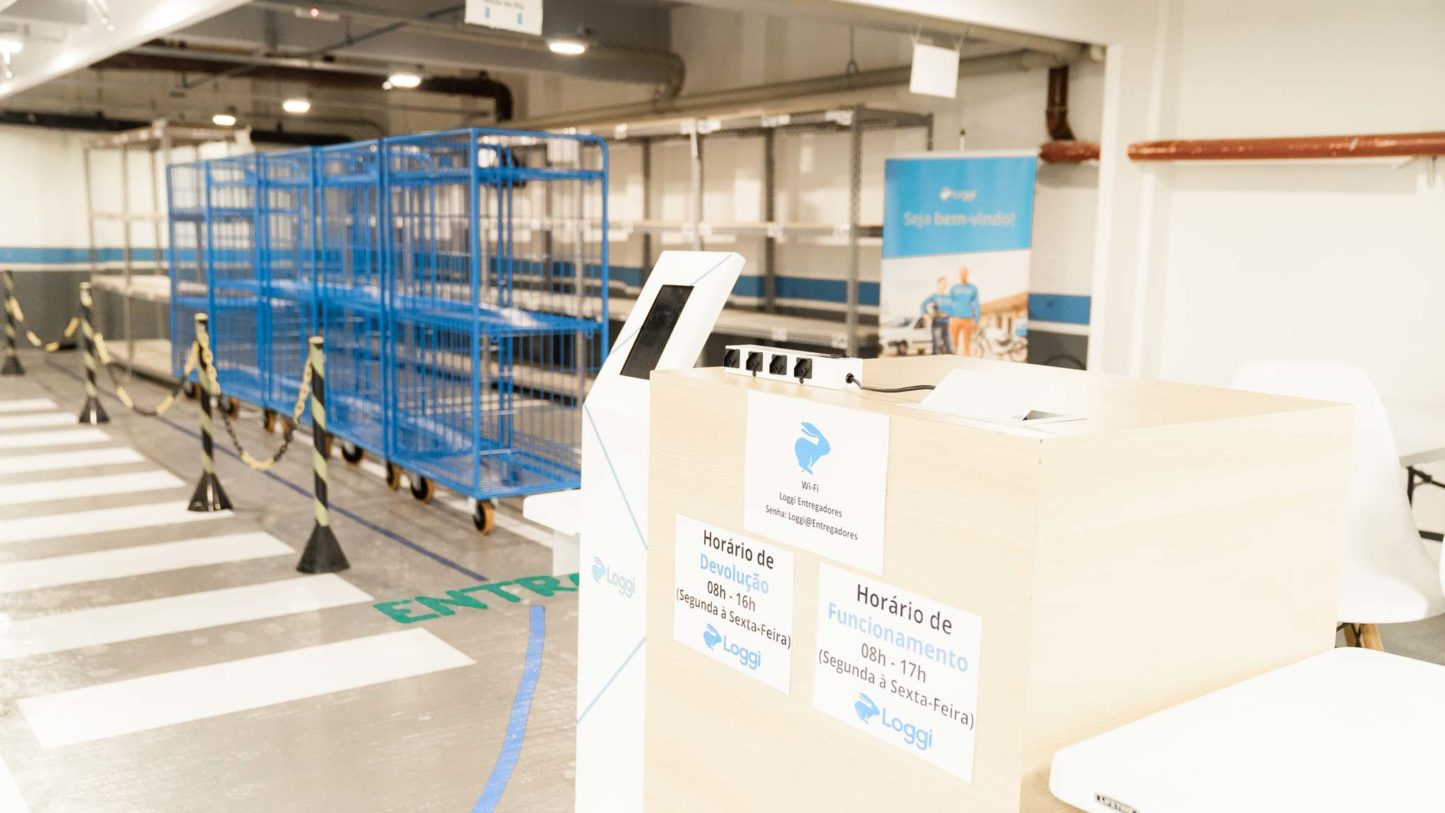
Foto de uma agência da Loggi.

A Loggi foi fundada no ano de 2013 em São Paulo. No mesmo ano, fez sua primeira entrega. Em 2015, a empresa passou a realizar entregas nacionais para diversos e-commerces do mercado, atendendo às cinco regiões do Brasil.
A startup foi avaliada em mais de US$ 1 bilhão em 2019, entrando para a valiosa lista de unicórnios brasileiros. No mesmo ano, a empresa abriu um escritório de tecnologia em Lisboa.
Em 2020, por conta da pandemia da Covid-19, o e-commerce cresceu significativamente e impactou todo o setor, garantindo para a Loggi um crescimento de 360% em relação ao ano anterior.
Em 2021, foi lançado no centro de distribuição de Cajamar o maior da América do Sul, capaz de processar 1 milhão de pacotes diários.[carece de fontes?]
Em 2023, lançou de um novo serviço de entregas: o Loggi Fácil, que permite aos clientes enviar pacotes para qualquer lugar do país, sem precisar se deslocar para agências ou outros pontos físicos de coleta. Atualmente o serviço está disponível nas regiões metropolitanas de São Paulo, Rio de Janeiro, Belo Horizonte, Curitiba, Campinas, Ribeirão Preto e Londrina. 

### Investimentos
A Loggi recebeu aportes de investidores como SoftBank, Microsoft, GGV Capital, IFC, Dragoneer, Monashees, Kaszek, Qualcomm Ventures, Iporanga Investimentos, Fundo Verde, Capsur Capital, Sunley House, entre outros. A empresa, que já é um dos unicórnios brasileiros, segue em uma jornada de crescimento e expansão.